# Spread
Lo spread (pronuncia: /sprεd/), termine della lingua inglese traducibile con «differenza», «scarto» o «divario», è la differenza di rendimento tra due titoli (azioni, obbligazioni, titoli di stato) dello stesso tipo e durata, uno dei quali è considerato un titolo di riferimento. 
Nel caso dei titoli di Stato, spesso i titoli di riferimento sono i Bund emessi dalla Germania (Bundesanleihe), considerata la solidità e la forza dell'economia tedesca.

## Descrizione

### Forbice tra domanda e offerta
Anche definita bid-ask spread, è lo scarto tra il prezzo che il venditore chiede per un titolo (ask) e quello che un compratore è disposto a pagare per quel titolo (bid). Spesso è usato come misura della liquidità del mercato.

### Credit spread
Il credit spread denota la differenza tra il tasso di rendimento di un'obbligazione e quello di un altro titolo preso a riferimento; in questo caso, ad esempio, se un BTP con una certa scadenza ha un rendimento del 7% e la corrispettiva Bundesanleihe tedesca con la stessa scadenza ha un rendimento del 3%, allora lo spread sarà di 7 − 3 = 4 punti percentuali ovvero di 400 punti base.
È importante notare tuttavia, che la determinazione giornaliera dello spread avviene sulla base delle libere contrattazioni sui mercati dei titoli e quindi, necessariamente, sulle quotazioni del mercato secondario; il rendimento atteso o richiesto (e alla fine offerto) può infatti salire o scendere in funzione del grado di fiducia degli investitori/creditori e a sua volta misurabile attraverso eventuali squilibri tra domanda e offerta di titoli: se l'offerta è superiore alla domanda, il rendimento atteso aumenta per tentare di riequilibrare la domanda e viceversa. 
È a questo proposito necessario tenere presente che i rendimenti dei titoli già emessi (quelli trattati sul mercato secondario) hanno un valore predeterminato al momento della emissione del titolo, che può essere pari a quello nominale, se il titolo è stato emesso alla pari, o maggiore (rendimento effettivo all'emissione), se il titolo è stato emesso sotto la parità. Per titoli di questo tipo trattati sui mercati quindi non è possibile modificare il tasso se non variando il valore di trattazione: se il tasso d'interesse nominale non soddisfa gli operatori perché troppo basso, il titolo verrà negoziato a un valore inferiore fino al punto in cui il tasso effettivo (tasso nominale/valore effettivo in percento, tenuto conto della differenza, negativa, fra prezzo pagato e valore nominale correttamente attualizzata) non salirà al livello ritenuto congruo dal mercato.
Come conseguenza, la differenza diventa dunque indirettamente, allo stesso tempo e in maniera del tutto equivalente:
- una misura della capacità dell'emittente di promuovere a buon fine le proprie attività finanziarie (nel caso dello Stato di rifinanziare il proprio debito pubblico) tramite emissione di nuovi titoli obbligazionari: maggiore è lo spread, minore è questa capacità in virtù dei tassi di interesse più elevati dovuti fino a un limite massimo di sostenibilità. Nel caso dei titoli di stato, spread elevatissimi possono ripercuotersi sui tassi ai quali lo stato deve emettere i titoli in asta per poterli collocare e quindi condurre nel medio-lungo termine alla dichiarazione di insolvenza sovrana, fallimento, bancarotta o default dello Stato oppure richiedere misure drastiche di politica di bilancio fortemente "restrittive" con riduzione della spesa pubblica e/o aumento della tassazione sui contribuenti per evitare il fallimento, con effetto inevitabile però di diminuzione del reddito (dunque della domanda) e degli investimenti e quindi, in ultimo, ripercussioni negative sulla crescita economica.
- una misura del valore che il mercato attribuisce al rischio finanziario associato all'investimento nei titoli cioè nel recupero del credito da parte del creditore, essendo rischio e rendimento strettamente legati da relazione di proporzionalità: quanto maggiore è lo spread, tanto maggiore è il rischio connesso all'acquisto di titoli;
- una misura dell'eventuale guadagno finanziario nell'acquisto di titoli rispetto a quelli di riferimento, a prezzo del corrispettivo rischio e a meno della possibile insolvenza.
- una misura indiretta dell'affidabilità (rating) dell'emittente/debitore (ad esempio lo Stato) di restituire il debito e quindi del rischio insolvenza: maggiore è lo spread, minore è la valutazione che il mercato dà a tale affidabilità e maggiore quella che attribuisce al rischio insolvenza;
- una misura della fiducia degli investitori nell'acquisto dei titoli: maggiore è il divario minore è tale fiducia;
- una misura della fiducia/affidabilità verso uno Stato da parte di investitori esteri privati, legata in parte a livello teorico alla pressione fiscale funzione del debito/deficit pubblico;

Occorre tuttavia rilevare, che le quotazioni dei titoli di Stato sul mercato secondario, essendo quest'ultimo aperto a tutti gli investitori, compresi i piccoli risparmiatori attraverso i loro intermediari (banche o società finanziarie), sono soggette a una maggior "volatilità" rispetto a quelle del mercato primario, cioè risentono molto di più di questo degli umori del momento, il cosiddetto sentiment, mentre le quotazioni che si raggiungono sul mercato primario (aste dei titoli di nuova emissione) sono assai più ponderate, in quanto gli operatori ammessi alle aste sono un numero assai limitato di grandi investitori che impegnano singolarmente somme molto più elevate, le cui valutazioni hanno carattere di grande professionalità e sono il risultato di informazioni globali che spesso gli investitori che operano sul mercato secondario non hanno o hanno in misura limitata e talvolta anche distorta. Tutto ciò significa che, nel breve periodo, l'influenza delle quotazioni del mercato secondario su quelle dei titoli di identiche caratteristiche offerti sul mercato primario è molto meno forte di quanto si potrebbe pensare.

### Altri significati
- Uno spread è inoltre un'operazione finanziaria che combina diverse attività finanziarie, normalmente titoli derivati, al fine di ottenere un determinato valore a una data scadenza.
- Uno spread è quello applicato (spesso in misura percentuale) dagli istituti di credito alle operazioni di prestito fiduciario ipotecario: lo "scarto" viene aggiunto al costo del denaro e la somma dei due dà il tasso nominale.

### Annotazioni
1. ↑  È improprio l'uso del vocabolo «differenziale» in luogo di «differenza»; vedasi anche  differenziale, in Treccani.it – Vocabolario Treccani on line, Roma, Istituto dell'Enciclopedia Italiana. URL consultato il 16 aprile 2021.

### Fonti
1. ↑   Luciano Canepari, spread, in Il DiPI: dizionario di pronuncia italiana, Bologna, Zanichelli, 1999, ISBN 88-08-09344-1.
2. ↑   Spread, in Treccani.it – Enciclopedie on line, Roma, Istituto dell'Enciclopedia Italiana. URL consultato il 16 aprile 2021.
3. ↑   Spread, in Grande Dizionario di Italiano, Garzanti Linguistica. URL consultato il 16 aprile 2021.
4. ↑   Spread, su dizionario.internazionale.it, Il dizionario della lingua italiana De Mauro. URL consultato il 16 aprile 2021.
5. ↑   Perché lo Spread si calcola con i Bund tedeschi, su lettera43.it, LETTERA43, 13 giugno 2018. URL consultato il 9 agosto 2019 (archiviato il 9 agosto 2019).
6. ↑   Wayback Machine (PDF), su web.cenet.org.cn. URL consultato il 30 gennaio 2025 (archiviato dall'url originale il 27 febbraio 2012).
7. ↑  Michael Simkovic and Benjamin Kaminetzky, Leveraged Buyout Bankruptcies, the Problem of Hindsight Bias, and the Credit Default Swap Solution (29 agosto 2010). Columbia Business Law Review, Vol. 2011, No. 1, p. 118, 2011